# 12ª etapa del Giro de Italia 2017
La 12ª etapa del Giro de Italia 2017 tuvo lugar el 18 de mayo de 2017 entre Forli y Reggio Emilia sobre un recorrido de 229 km.

## Clasificación de la etapa
La clasificación de la etapa fue la siguiente:
| \| Clasificación de la etapa \| Clasificación de la etapa \| Clasificación de la etapa \| Clasificación de la etapa \| Clasificación de la etapa \| \| Ciclista \| Ciclista \| Equipo \| Tiempo \| \| \| ------------------------- \| ------------------------- \| ----------------------------- \| ------------------------- \| ------------------------- \| \| 1.º \| Fernando Gaviria \| Quick-Step Floors \| 5 h 18 min 55 s \| \| \| 2.º \| Jakub Mareczko \| Wilier Triestina-Selle Italia \| + 0 s \| \| \| 3.º \| Sam Bennett \| Bora-Hansgrohe \| + 0 s \| \| \| 4.º \| Phil Bauhaus \| Team Sunweb \| + 0 s \| \| \| 5.º \| Maximiliano Richeze \| Quick-Step Floors \| + 0 s \| \| \| 6.º \| Ryan Gibbons \| Dimension Data \| + 0 s \| \| \| 7.º \| Sacha Modolo \| UAE Team Emirates \| + 0 s \| \| \| 8.º \| André Greipel \| Lotto-Soudal \| + 0 s \| \| \| 9.º \| Jasper Stuyven \| Trek-Segafredo \| + 0 s \| \| \| 10.º \| Roberto Ferrari \| UAE Team Emirates \| + 0 s \| \| |                     |                               |                 |
| |                     |                               |                 |
| Fuente: ProCyclingStats |                     |                               |                 |
| Clasificación de la etapa |                     |                               |                 |
| Ciclista | Ciclista            | Equipo                        | Tiempo          |
| 1.º | Fernando Gaviria    | Quick-Step Floors             | 5 h 18 min 55 s |
| 2.º | Jakub Mareczko      | Wilier Triestina-Selle Italia | + 0 s           |
| 3.º | Sam Bennett         | Bora-Hansgrohe                | + 0 s           |
| 4.º | Phil Bauhaus        | Team Sunweb                   | + 0 s           |
| 5.º | Maximiliano Richeze | Quick-Step Floors             | + 0 s           |
| 6.º | Ryan Gibbons        | Dimension Data                | + 0 s           |
| 7.º | Sacha Modolo        | UAE Team Emirates             | + 0 s           |
| 8.º | André Greipel       | Lotto-Soudal                  | + 0 s           |
| 9.º | Jasper Stuyven      | Trek-Segafredo                | + 0 s           |
| 10.º | Roberto Ferrari     | UAE Team Emirates             | + 0 s           |

## Clasificaciones al final de la etapa
La clasificación general tras finalizar la etapa fue la siguiente:

### Clasificación general
| \| Clasificación general \| Clasificación general \| Clasificación general \| Clasificación general \| Clasificación general \| \| Ciclista \| Ciclista \| Equipo \| Tiempo \| \| \| --------------------- \| --------------------- \| --------------------- \| --------------------- \| --------------------- \| \| 1.º \| Tom Dumoulin \| Team Sunweb \| 52 h 41 min 08 s \| \| \| 2.º \| Nairo Quintana \| Movistar Team \| + 2 min 23 s \| \| \| 3.º \| Bauke Mollema \| Trek-Segafredo \| + 2 min 38 s \| \| \| 4.º \| Thibaut Pinot \| FDJ \| + 2 min 40 s \| \| \| 5.º \| Vincenzo Nibali \| Bahrain-Merida \| + 2 min 47 s \| \| \| 6.º \| Andrey Amador \| Movistar Team \| + 3 min 05 s \| \| \| 7.º \| Bob Jungels \| Quick-Step Floors \| + 3 min 56 s \| \| \| 8.º \| Domenico Pozzovivo \| AG2R La Mondiale \| + 3 min 59 s \| \| \| 9.º \| Tanel Kangert \| Astana \| + 3 min 59 s \| \| \| 10.º \| Ilnur Zakarin \| Katusha-Alpecin \| + 4 min 17 s \| \| |                    |                   |                  |
| |                    |                   |                  |
| Fuente: ProCyclingStats |                    |                   |                  |
| Clasificación general |                    |                   |                  |
| Ciclista | Ciclista           | Equipo            | Tiempo           |
| 1.º | Tom Dumoulin       | Team Sunweb       | 52 h 41 min 08 s |
| 2.º | Nairo Quintana     | Movistar Team     | + 2 min 23 s     |
| 3.º | Bauke Mollema      | Trek-Segafredo    | + 2 min 38 s     |
| 4.º | Thibaut Pinot      | FDJ               | + 2 min 40 s     |
| 5.º | Vincenzo Nibali    | Bahrain-Merida    | + 2 min 47 s     |
| 6.º | Andrey Amador      | Movistar Team     | + 3 min 05 s     |
| 7.º | Bob Jungels        | Quick-Step Floors | + 3 min 56 s     |
| 8.º | Domenico Pozzovivo | AG2R La Mondiale  | + 3 min 59 s     |
| 9.º | Tanel Kangert      | Astana            | + 3 min 59 s     |
| 10.º | Ilnur Zakarin      | Katusha-Alpecin   | + 4 min 17 s     |

### Clasificación por puntos
| Clasificación por puntos | Clasificación por puntos | Clasificación por puntos      | Clasificación por puntos | Clasificación por puntos |
| Ciclista                 | Ciclista                 | Equipo                        | Puntos                   |                          |
| ------------------------ | ------------------------ | ----------------------------- | ------------------------ | ------------------------ |
| 1.º                      | Fernando Gaviria         | Quick-Step Floors             | 253 pts                  |                          |
| 2.º                      | Jasper Stuyven           | Trek-Segafredo                | 167 pts                  |                          |
| 3.º                      | André Greipel            | Lotto-Soudal                  | 137 pts                  |                          |
| 4.º                      | Caleb Ewan               | Orica-Scott                   | 100 pts                  |                          |
| 5.º                      | Lukas Pöstlberger        | Bora-Hansgrohe                | 98 pts                   |                          |
| 6.º                      | Sam Bennett              | Bora-Hansgrohe                | 82 pts                   |                          |
| 7.º                      | Daniel Teklehaimanot     | Dimension Data                | 78 pts                   |                          |
| 8.º                      | Kristian Sbaragli        | Dimension Data                | 76 pts                   |                          |
| 9.º                      | Jakub Mareczko           | Wilier Triestina-Selle Italia | 70 pts                   |                          |
| 10.º                     | Silvan Dillier           | BMC Racing Team               | 68 pts                   |                          |

### Clasificaciones por equipos

#### Clasificación por tiempo
| Clasificación por equipos | Clasificación por equipos | Clasificación por equipos | Clasificación por equipos |
| Equipo                    | Equipo                    | Tiempo                    |                           |
| ------------------------- | ------------------------- | ------------------------- | ------------------------- |
| 1.º                       | Movistar Team             | 158 h 17 min 43 s         |                           |
| 2.º                       | Astana                    | + 3 min 39 s              |                           |
| 3.º                       | UAE Team Emirates         | + 9 min 30 s              |                           |
| 4.º                       | Cannondale-Drapac         | + 20 min 05 s             |                           |
| 5.º                       | AG2R La Mondiale          | + 21 min 24 s             |                           |
| 6.º                       | Bahrain-Merida            | + 21 min 25 s             |                           |
| 7.º                       | FDJ                       | + 22 min 35 s             |                           |
| 8.º                       | Team Sunweb               | + 25 min 11 s             |                           |
| 9.º                       | BMC Racing Team           | + 33 min 09 s             |                           |
| 10.º                      | Trek-Segafredo            | + 39 min 27 s             |                           |

#### Clasificación por puntos
| Clasificación por equipos | Clasificación por equipos | Clasificación por equipos | Clasificación por equipos |
| Equipo                    | Equipo                    | Puntos                    |                           |
| ------------------------- | ------------------------- | ------------------------- | ------------------------- |
| 1.º                       | Quick-Step Floors         | 332 pts                   |                           |
| 2.º                       | Dimension Data            | 230 pts                   |                           |
| 3.º                       | UAE Team Emirates         | 223 pts                   |                           |
| 4.º                       | Bora-Hansgrohe            | 223 pts                   |                           |
| 5.º                       | Trek-Segafredo            | 210 pts                   |                           |
| 6.º                       | Team Sunweb               | 157 pts                   |                           |
| 7.º                       | Lotto-Soudal              | 148 pts                   |                           |
| 8.º                       | Orica-Scott               | 138 pts                   |                           |
| 9.º                       | Movistar Team             | 136 pts                   |                           |
| 10.º                      | Bahrain-Merida            | 120 pts                   |                           |